# Гражданская оборона в России
Гражданская оборона в России — система мер по защите людей и материальных ценностей в стране в случае военных действий, стихийных бедствий или техногенных катастроф, а также подготовка таких мер. Эти меры включают размещение в убежищах, эвакуацию, маскировку объектов, оказание первой помощи и обеспечение базовых потребностей жителей.
Порядок организации гражданской обороны закреплён законами «О гражданской обороне» (1998), «О защите от чрезвычайных ситуаций природного и техногенного характера» (1994) и «Об аварийно-спасательных службах» (1995).

## Организация гражданской обороны
Гражданская оборона предполагает целый набор мер защиты:
- оповещение об опасности;
- выдача жителям средств защиты;
- эвакуация жителей и материальных ценностей;
- маскировка;
- аварийно-спасательные работы, борьба с пожарами, срочное захоронение погибших;
- обнаружение районов, подвергшихся радиоактивному, химическому и биологическому заражению, санитарная обработка;
- обеспечение устойчивости и срочное восстановление критической инфраструктуры;
- восстановление и поддержание порядка в пострадавших районах;
- подготовка жителей в области гражданской обороны.[1]

Эти меры принимаются с началом военного времени или введения военного положения, а также в случае катастроф.
Обеспечивают гражданскую оборону четыре группы сил:
- спасательные воинские формирования МЧС (силы гражданской обороны), на которые возложен самый широкий спектр обязанностей по гражданской обороне;
- вооружённые силы и другие войска;
- аварийно-спасательные формирования, которые занимаются ликвидацией аварией и спасением людей и бывают двух видов: профессиональные (создаются органами власти и особо опасными производствами) и нештатные (создаются отдельными организациями из своих сотрудников);[3]
- нештатные формирования по гражданской обороне, создаваемые организациями из своих работников для помощи в организации гражданской обороны.[4]

Система гражданской обороны также включает финансовые, медицинские и материальные резервы на случай чрезвычайной ситуации, системы связи и оповещения.

## Управление
Гражданская оборона в России организована иерархически от федерального центра до конкретных организаций (предприятий, заводов, вузов и так далее) — основного звена системы. На каждом уровне создаётся собственное подразделение по гражданской обороне:
- профильные отделы в конкретных организациях (например, управление мобилизационной подготовки и гражданской обороны МОЭСК, центр по делам гражданской обороны и чрезвычайным ситуациям Московского университета);
- специальные подразделения местных администраций (например, отдел гражданской обороны и чрезвычайных ситуаций Серпуховского района Подмосковья);
- территориальные центры гражданской обороны, которые комплектуются из спасательных воинских формирований МЧС (например, департамент гражданской защиты Приморского края);
- специальные подразделения федеральных ведомств (например, департамент госслужбы и мобилизационной подготовки Минэнерго России, отдел гражданской обороны Минтранса России);
- МЧС России.

Руководство гражданской обороной на разных уровнях возложено на соответствующих руководителей — правительство России, глав федеральных и региональных ведомств, местных руководителей и глав организаций. Они принимают основные решения и несут (кроме правительства) персональную ответственность (уголовную и административную) за проведение гражданской обороны.
Координация работы различных сил возложена на региональные, межрегиональные и федеральный центры управления в кризисных ситуациях, созданные в МЧС.

## История ГО в России
Впервые мероприятия гражданской обороны в России стали проводиться в годы Первой мировой войны. Появление авиации и химического оружия способствовало нанесению ударов по находящимся в тылу противника объектам экономики и инфраструктуры. Зачастую бомбардировка городов осуществлялась с целью устрашения и деморализации населения. Поэтому командованием армии и органами власти стали разрабатываться и проводиться мероприятия по защите населения от опасностей, возникающих в результате ведения боевых действий. Они заключались в проведении светомаскировки, оповещении населения, доведении до населения правил поведения в случае воздушного нападения или применения боевых отравляющих веществ, оказании медицинской помощи, обеспечении населения средствами индивидуальной защиты, борьбе с пожарами, оборудовании укрытий и т. п. Эти мероприятия проводились в крупных городах Российской империи: Петрограде, Одессе, Севастополе, Варшаве, Минске, Риге, Гродно, Белостоке, Бресте, Ревеле. На государственном уровне мероприятия гражданской обороны были впервые проведены во время отражения германского наступления на Петроград в феврале — марте 1918 года. 3 марта 1918 года Комитет революционной обороны Петрограда обратился с воззванием к населению Петрограда и его окрестностей, где довёл до них основные требования противовоздушной и противохимической защиты.
После окончания Первой мировой войны мероприятия гражданской обороны получили дальнейшее совершенствование. Как государственная система Гражданская оборона ведёт отсчёт от 4 октября 1932 года, когда была образована местная противовоздушная оборона (МПВО) как составная часть системы ПВО страны. МПВО представляла собой систему мероприятий, проводимых с местными органами власти в целях защиты населения и объектов экономики от нападения противника с воздуха, ликвидации последствий его ударов, создания нормальных условий для работы промышленных предприятий, электростанций, транспорта и др.
В 1940 году в качестве Главного управления МПВО была включена в систему НКВД-МВД СССР.
В 1961 году МПВО была реорганизована в Гражданскую оборону (ГО) СССР, была введена должность начальника ГО.
С 1965 года ГО приняла свою окончательную организационную форму, штабы ГО были созданы при каждом ведомстве, во всех городах, крупных посёлках, на крупных предприятиях, была регламентирована их работа и взаимодействие с партийно-государственным аппаратом и военной администрацией. Начались регулярные учения ГО с гражданским населением всех возрастов, от детей до пенсионеров (такие меры проводились и раньше, но теперь они приняли всеобщий и регулярный характер).
В 1971 году руководство ГО было возложено на Министерство обороны СССР, повседневное руководство — на начальника ГО — заместителя министра обороны СССР (Начальник войск ГО).
Ответственность за ГО на местах возлагалась на Советы Министров республик, исполкомы Советов народных депутатов, министерства, ведомства, организации и предприятия, руководители которых являлись начальниками гражданской обороны. При них были созданы штабы ГО и различные службы.
В 1991 году система ГО была включена в состав Государственного комитета Российской Федерации по делам гражданской обороны, чрезвычайным ситуациям и ликвидации последствий стихийных бедствий (с 1994 — МЧС России)

### Начальники МПВО НКВД (МВД) СССР
- 1940—1949 — В. В. Осокин — генерал-лейтенант,
- 1949—1959 — И. С. Шередега — генерал-лейтенант.

### Начальники ГО СССР
- 1961—1972 — В. И. Чуйков — Маршал Советского Союза,
- 1972—1986 — А. Т. Алтунин — генерал-полковник (до 1977), генерал армии,
- 1986—1991 — В. Л. Говоров — генерал армии,
- 1991—1991 — Б. Е. Пьянков — генерал-полковник.

### Начальники (Руководители) ГО России
Руководителем ГО России является Председатель Правительства Российской Федерации